# 大鱗棘鱗魚
大鱗棘鱗魚為輻鰭魚綱金眼鯛目金鱗魚亞目金鱗魚科的其中一種，分布於西印度洋區，包括紅海、東非、模里西斯、留尼旺、英屬印度洋領地等海域，棲息深度4-22公尺，體長可達9公分，棲息在礁石區。

## 擴展閱讀
維基物種上的相關：大鱗棘鱗魚